# І один у полі воїн
«І один у полі воїн» — гостросюжетний пригодницький роман українського письменника Юрія Дольд-Михайлика, у якому розповідається про розвідника Григорія Гончаренка, що в роки Німецько-радянської війни (1941-1945 рр.) діяв у глибокому ворожому тилу.
Твір був виданий у 1956 році та одразу став бестселером. Перевидавався на різних мовах у різні роки, й до теперішнього часу. Завоював широку популярність в УРСР та за її межами.

## Сюжет
Хтось його боїться, хтось йому заздрить. Ще б пак! Він – Генріх фон Гольдрінг, барон, володар мільйонного статку, близький родич вагомого функціонера СС. Й тільки небагатьом відомо, що під маскою випещеного фашистського офіцера ховається інша людина, яка сумує по далекій батьківщині, по друзям та близьким, яка і днем  і вночі веде безжальну боротьбу з ворогом на своїй ділянці невидимого фронту.

## Екранізація
- «Далеко від Батьківщини» (худ. фільм, кіностудія ім. О. Довженка, 1960).